# Hilarigona annulata
Hilarigona annulata är en tvåvingeart som beskrevs av Philippi 1865. Hilarigona annulata ingår i släktet Hilarigona och familjen dansflugor. Inga underarter finns listade i Catalogue of Life.